# Meldonium
Meldonium je mezinárodní nechráněný název léčiva vyráběného lotyšskou farmaceutickou společností Grindeks pod názvy Mildronat, Mildronāts, Mildronate atp. jako jeden z jejích klíčových výrobků. Je určeno pro léčení ischemické choroby srdeční a prodávané a používané zejména v postsovětských republikách, například v Litvě, Lotyšsku a Rusku. Poprvé bylo licencováno v roce 1976 a pro zlepšení regenerace a výdrže jej v 80. letech používala sovětská armáda při válce v Afghánistánu a následně se stalo oblíbeným u (post)sovětských sportovců.
Meldonium, které je od začátku roku 2016 sportovcům zakázané, na sebe připoutalo mediální pozornost zejména po dopingové aféře ruské tenistky Marii Šarapovové poté, co byla pozitivně testována během Australian Open 2016 a jejím následném přiznání dlouhodobého užívání.
Podle lotyšského tvůrce meldonia se látka používá na zlepšení krevního oběhu u lidí se srdečními problémy a sportovní výkon nijak nezlepšuje. Pokud tedy bude zařazení preparátu mezi zakázané soudně napadeno, je připraven podat své svědectví. Také podle šéfa ruské antidopingové agentury bylo meldonium do seznamu zapovězených preparátů zařazeno chybně. Podle něj „neexistují žádné lékařské výzkumy, které by dovolovaly zařadit látku mezi dopingové prostředky.“

## Doping

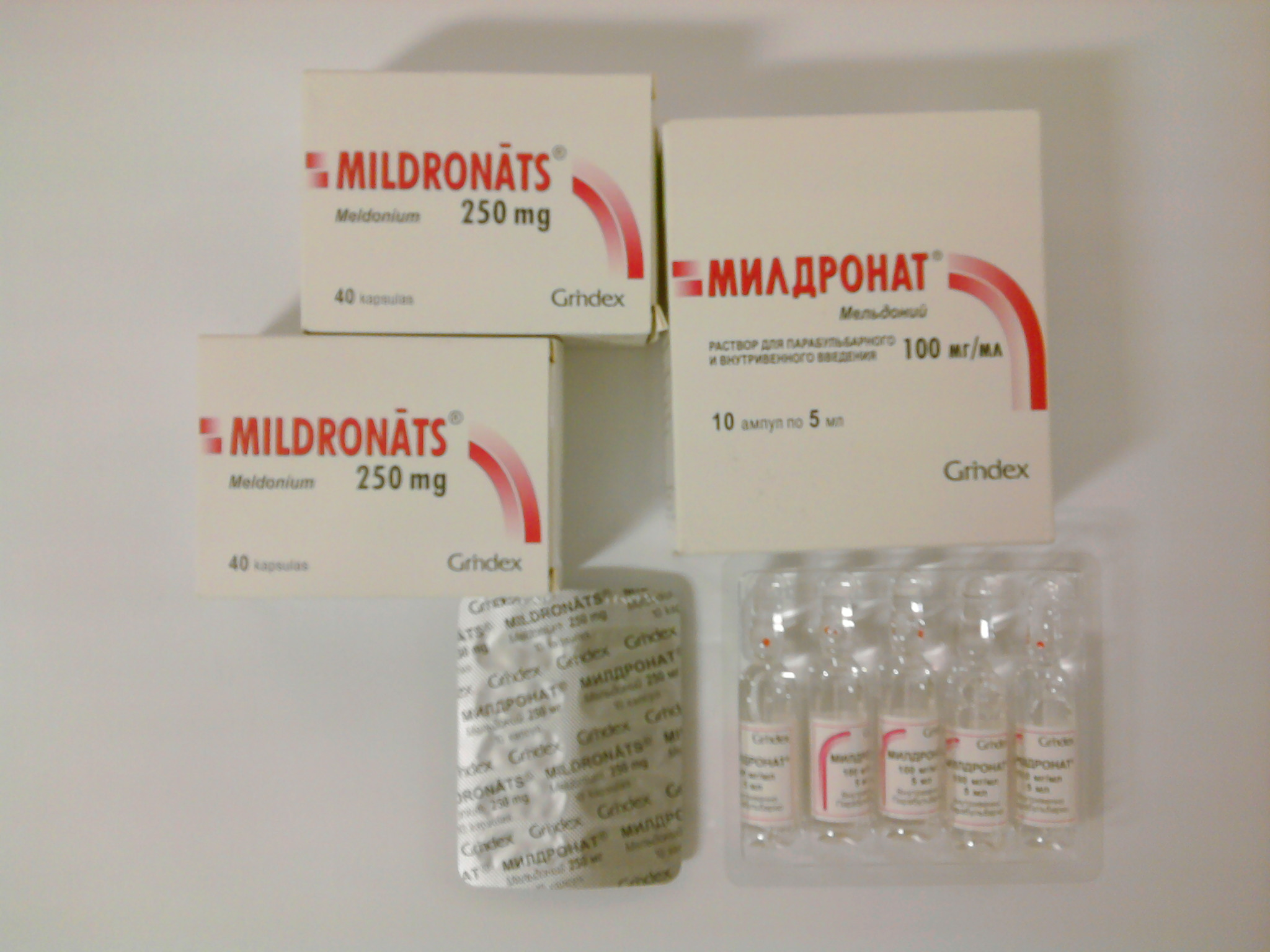
Podoba Meldonia dostupná v lékárnách

Světová antidopingová agentura zařadila meldonium mezi zakázané látky svým rozhodnutím ze září 2015 s platností od 1. ledna 2016. Vedla ji k tomu zřejmě vysoká míra používání meldonia mezi sportovci – na Evropských hrách v Baku v červnu 2015, kdy už bylo meldonium monitorované, ale ještě nebylo zakázané, mělo jeho stopy v těle 490 sportovců. Hned od ledna do března 2016, kdy bylo už meldonium zakázané, bylo přistiženo několik desítek sportovců, kteří již zakázanou látku použili.
Další meldoniový skandál se odehrál na olympijských hrách v Pchjongčchangu, kde byl z užívání této látky obviněn ruský curler Alexandr Krušelnickij.